# 徐驤
徐驤（1860年—1895年），苗栗頭份客家人，為乙未戰爭的客家義勇軍領袖。

## 發生背景
1894年，日本勢力西進朝鮮半島，朝鮮之宗主國大清光緒帝決定對日宣戰。甲午戰爭結果為清朝失利，雙方在日本下關展開談判。事前，光緒帝同意改革派奏請，裁示：「准巨額賠償，不准割讓寸土。」談判陷入僵局之際，大清太皇太后慈禧出面裁示：「聯合外力，保衛遼東；萬不得已，割捨台灣。」
最後清政府的代表李鴻章在日本進迫下，遂割讓福建台灣省。消息傳台，人心憤慨，成立臺灣民主國。民間組織民軍，企求聯合全島志士合力抵禦來接收的日本軍隊。日軍在艋舺士紳的引導下，首先入主台北城，惟當時各地義軍群起抗日。

## 抗日事跡
時年35歲的徐驤散盡家財，號召鄉民組成「田賦軍」，與吳湯興和姜绍祖共結民兵抗日。此後，徐驤投身於乙未戰爭的抗日先鋒行列，全臺南北轉戰數次，於吳湯興與姜紹祖戰死後，徐驤加入南臺灣義軍，多次殲滅日本軍隊。徐驤最後在斗六的纏鬥中陣亡時（史書另一記載於台南戰役被砲擊身亡），劉永福說道：「內地諸公誤我，我誤台人。」
《清史》與《台灣通史》等文獻強調乙未戰爭的臺方守軍為劉永福的黑旗軍與唐景崧的廣勇。

## 紀念
現於國民革命忠烈祠文烈士祠設有徐驤與其戰友之靈位供後人進行憑弔。
民間也肯定徐驤為「臺灣抗日領袖第一人」，在黃南球所編寫之新竹縣志中甚多表揚。該公園已於2010年2月26日成立於頭份市的高速公路橋下。

## 影視形象
| 年份 | 作品     | 演員   |
| ---- | -------- | ------ |
| 2008 | 一八九五 | 吳皓昇 |